# تظاهر به جنسیت متضاد

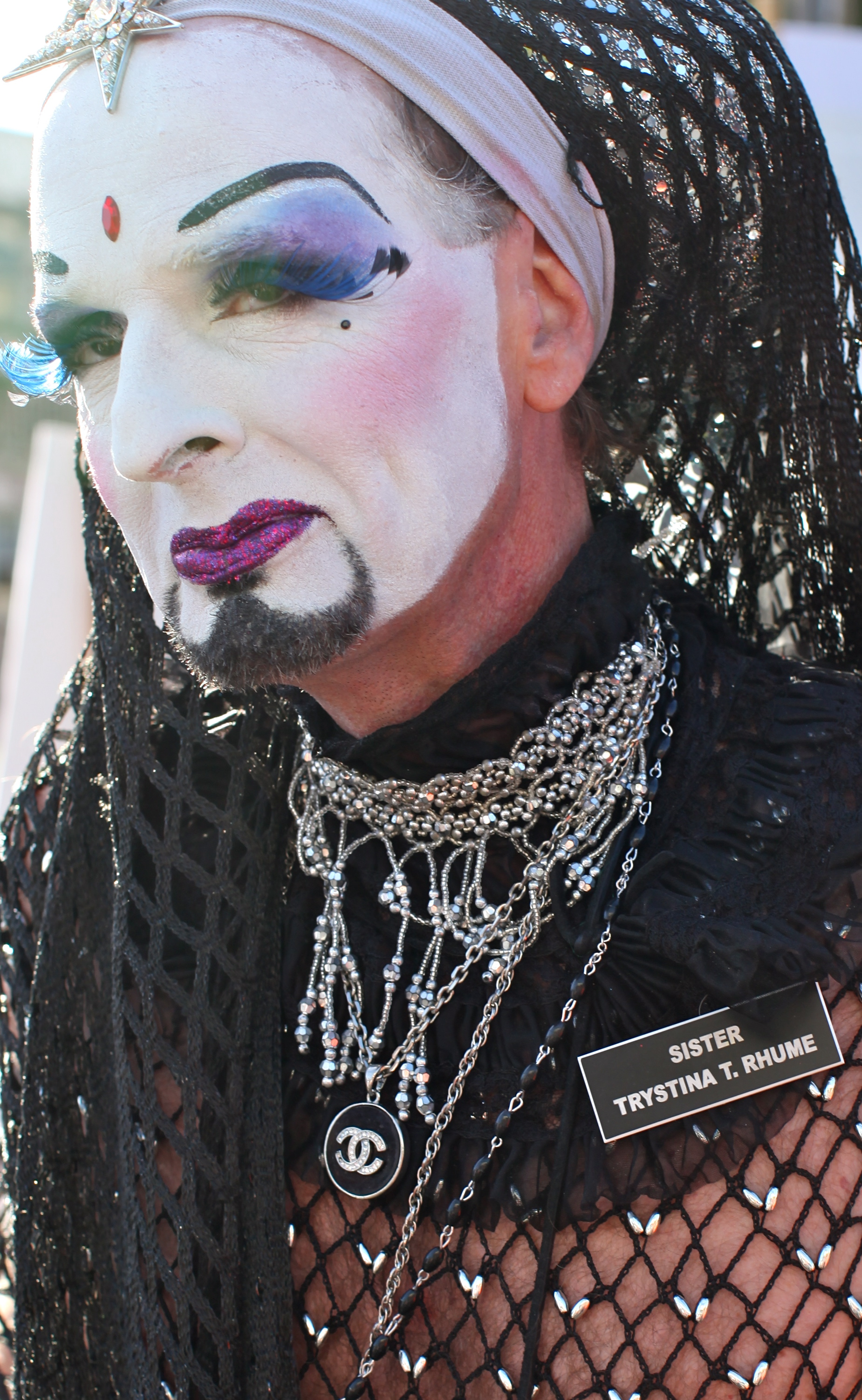
برای تغیر جنسیت

تظاهر به جنسیت متضاد (به انگلیسی: Gender bender) یک اصطلاحِ غیرِرسمی است که برای اشاره به فردی به کار می‌رود که فعالانه الگوهای جنسیتی ِ پذیرفته شده را می‌شکند یا خم می‌کند. این امر گاه نوعی فعالیت ِ اجتماعی در پاسخ به فرضیات ِ جامعه در مورد ِ الگوهای جنسیتی یا تعمیم دادنهای کلی در این زمینه‌است. برخی از آنها هویت ِ جنسیتی که با آن زاده شده‌اند را دارند، اما از طریقِ رفتارهای دوجنسی یا نقشهای جنسیتیِ نامعمول، عرف ِ منسوب به آن جنسیت را زیر ِ سؤال می‌برند. gender benderها ممکن است خود را Transgender یا تغییر جنسیت دهنده Genderqueer (دارای جنسیتی عجیب) بخوانند و احساس کنند که جنسیتی که با آن زاده شده‌اند، توصیفی ناقص یا غیرِ دقیق از آنهاست. برخی دیگر تراجنسی (Transsexual) بوده، دوست دارند جنسیت ِ فیزیکی ِ خود را از طریق ِ درمانهای هورمونی یا جراحی ِ تغییر جنسیت عوض کنند، در حالی که برخی دیگر بدون جنسیت (Intersex) زاده شده‌اند.